# Juan López (vescovo)
Juan López de Caparroso, detto el Pinciano o el Monopolitano (Borja, 1524 – Valladolid, 18 gennaio 1632), è stato un vescovo cattolico, scrittore, storico, teologo e agiografo spagnolo.

## Biografia
Juan López de Caparroso, terzo di quattro figli, nacque a Borja, in provincia e arcidiocesi di Saragozza, nel 1524 da Juan López de Caparroso Sr. e Gracia Vicente de Veráiz, originari della Navarra, che si stabilirono in Aragona agli inizi del XV secolo.
Intorno al 1540, ossia all'età di circa 16 anni, decise di seguire la sua vocazione al sacerdozio professando i voti e vestendo l'abito domenicano nel convento di San Paolo a Valladolid, dove rimase per molti anni per approfondire i suoi studi sulle Sacre Scritture e sulle vite dei papi.
Nel 1579 ebbe la nomina a priore del convento di Medina de Rioseco, ma la sua fama di teologo e predicatore fu così alta che il 21 maggio del 1580 ebbe direttamente dalla Santa Sede la nomina a predicatore generale del convento di Santa Barbara a La Coruña. Vi rimase fino al 1584, anno del suo trasferimento a Logroño come priore del convento di San Domenico. Seguiranno poi altre nomine per lo stesso ruolo nei conventi delle città di Tábara, Salamanca, Alcalá de Henares e Medina del Campo tra il 1585 e il 1595. Esattamente in quest'ultimo anno, infine, il re Filippo II lo propose come vescovo della diocesi di Crotone, nomina che fu accettata da papa Clemente VIII e ufficializzata il 5 giugno 1595. Ricevette l'ordinazione episcopale il successivo 11 giugno nella chiesa di Santa Maria in Monserrato degli Spagnoli a Roma da Alfonso Pisani, arcivescovo di Santa Severina, e dai co-consacranti Leonardo Abela, vescovo titolare di Sidone, e Cristóbal Robuster y Senmanat, già vescovo di Orihuela.
Nei suoi 3 anni di episcopato nella diocesi crotonese scelse di seguire le orme lasciate dai suoi predecessori, riformando quelli che erano considerati gli usi e costumi di quel popolo e aumentando significativamente il livello di qualità dell'istruzione; ridusse inoltre a cinque le numerose e mal gestite parrocchie della città, assegnando a ciascuna di esse dei parroci da López ritenuti adatti ad adempiere a tale ruolo. Numerose però furono anche le sue opere di carità e filantropiche, tra cui una serie di elemosine e l'istituzione di un Monte di Pietà, entrambi resi possibili grazie ai fondi ricavati dalla vendita di alcuni suoi beni personali.
Nel 1598 venne proposto dal re Filippo III quale successore del defunto vescovo Alfonso Porzio alla guida della diocesi di Monopoli, nomina anche questa accettata da papa Clemente VIII e ufficializzata il 15 novembre 1598.
Preso possesso della diocesi pugliese il successivo 25 novembre, adottò iniziative simili a quelle già applicate in terra calabrese. Nel 1608, cioè dopo 10 anni di episcopato, presentò rinuncia alla cattedra vescovile all'indirizzo di papa Paolo V motivando la sua scelta con la volontà di ritirarsi nel convento di Valladolid, dove si era formato spiritualmente; nonostante il pontefice avesse accettato le sue dimissioni, però, il vescovo dovette ancora attendere nel vedere il suo desiderio realizzato in quanto l'allora viceré di Napoli Juan Alonso Pimentel de Herrera lo volle per qualche anno come suo consigliere e guida spirituale.
Al termine di quest'ultimo incarico, poté finalmente ritirarsi a vita monastica. Passò i suoi ultimi anni nel convento di Valladolid, dove si spense il 18 gennaio 1632 all'età di 108 anni.

## Genealogia episcopale
La genealogia episcopale è:
- Arcivescovo Alfonso Pisani
- Vescovo Juan López

## Opere
- Rosario de Nuestra Señora (1595);
- Epitome sanctorum ad Conciones (1596);
- Historia general de Santo Domingo y de su Orden de Predicadores, volume 3 (1613);
- Epitome sanctorum Patrum (1614);
- Historia general de Santo Domingo y de su Orden de Predicadores, volume 4 (1615);
- Historia general de Santo Domingo y de su Orden de Predicadores, volumi 5-6 (1622).